# Yoshiko Mibuchi
Yoshiko Mibuchi (三淵 嘉子, Mibuchi Yoshiko, 13 novembre 1914 – 28 mai 1984) est une avocate et juge japonaise, l'une des premières femmes à exercer ces professions dans le pays.

## Biographie

### Origines et famille
Yoshiko Mibuchi, parfois appelée Yoshiko Sanfuchi, est née Yoshiko Mutō à Singapour le 13 novembre 1914.
Elle est la belle-fille de Tadahiko Mibuchi (en), premier président de la Cour suprême du Japon.

### Études et parcours professionnel
Après avoir obtenu son diplôme à l'Université Meiji en 1938, Yoshiko Mibuchi est l'une des trois premières femmes, avec Masako Nakata et Ai Kume, à réussir la même année l'examen d'entrée au barreau. Toutes trois deviennent avocates à part entière après un stage de dix-huit mois, en 1940,.
Elle occupe par la suite un poste au bureau de la famille de la Cour suprême du Japon. Après l'adoption de la nouvelle constitution, elle devient l'une des deux premières femmes juges en 1949,, plus précisément juge assistant au tribunal de district de Tokyo.
Yoshiko Mibuchi est la première femme juge au tribunal du district de Nagoya en 1952. En 1972, elle devient la première femme juge en chef du tribunal de la famille de la préfecture de Niigata. Elle préside plus tard les tribunaux de la famille d'Urawa et de Yokohama.

### Autre fonction
Après sa retraite en novembre 1979, elle préside la commission d'experts sur l'égalité entre les sexes mise en place par le ministère du travail.

### Mort
Elle meurt le 28 mai 1984, à l'âge de 69 ans.

## Postérité
- Les ailes du tigre (feuilleton matinal de la NHK). La protagoniste Tomoko Inotsume est calquée sur Mibuchi[4],[5].

### Note
1. ↑  À l'époque, la définition d'une personne pouvant accéder à la profession de juge au Japon est « un ressortissant japonais de sexe masculin », âgé d'au moins vingt ans. Cette loi n’est modifiée qu’en 1933, et ce n’est qu’en 1936 que les femmes sont autorisées à entrer au barreau. C’est à cette époque que les femmes commencent à passer l’examen d’entrée[2].